# 349 Dembowska
349 Dembowska là một trong số tiểu hành tinh lớn nhất ở vành đai chính, với đường kính ước tính là ~140 km..
Nó được Auguste Charlois phát hiện ngày 9.12.1892 ở Nice. và được đặt theo tên bá tước Hercules Dembowski, một nhà thiên văn học người Ý đã nghiên cứu nhiều ngôi sao.
Tiểu hành tinh này nằm ở vị trí ngay trước cộng hưởng quỹ đạo 7:3 với Sao Mộc, nó có thời gian quay vòng là 4,7012 giờ, và được xếp loại tiểu hành tinh kiểu R.
349 Dembowska có một cường độ phản chiếu ánh sáng cao bất thường là 0,384. Trong số các tiểu hành tinh có đường kính trên 75 km, thì chỉ 4 Vesta là có cường độ phản chiếu ánh sáng cao hơn nó.
Dembowska và 16 Psyche có quỹ đạo được lặp lại hầu như chính xác mỗi 5 năm, xét về vị trí của nó đối với Mặt Trời và Trái Đất.
Người ta đã quan sát thấy nó che khuất một ngôi sao vào ngày 31.10.2006, và ngày 5.12.2007.